# Георг Шерн'єльм
Георг Шерн'єльм (7 серпня 1598 — 22 квітня 1672) — шведський поет, відомий як «батько шведської поезії».

## З біографії
Георг Шерн'єльм походив з шахтарської родини й спершу звався Йоран (Єран) Олофсон (Göran Olofsson), пізніше використовував псевдонім Лілія (Lilia). Навчався в Уппсалі в Рудбекійському колегіумі (Rudbeckius kollegium), а також у Німеччині (Грайфсвальдський університет). Незважаючи на «низьке» походження, він зробив успішну кар'єру службовця, зокрема обіймав посаду судді в Тарту та очолював Шведський королівський архів. Окрім того науковими працями зробив собі ім'я як мовознавець та математик. 1631 року одержав аристократичний титул і прийняв ім'я Георг Шерн'єльм.

## Значення
Шерн'єльма називають «батьком шведської поезії». Він перший почав складати вірші шведською мовою, використовуючи античні віршовані розміри, зокрема гекзаметр. Замість опозиції довгих та коротких складів, як то було в латинській поетиці, він вирішив використовувати наголошені та ненаголошені склади. Шерн'єльм прагнув до «чистости» шведської мови, уникаючи іноземні запозичення й дошукуючись питомих шведських слів.
Найважливіший твір Шерн'єльма — поема «Геркулес», історія про Геркулеса на роздоріжжі, що має вибрати задоволення або чесноту. Поема написана гекзаметром, наслідуючи античні зразки. Поема сповнена вишуканих барокових образів та потужної риторики. Окрім того Шерн'єльм написав чимало інших поезій. Особливо цікаві його «балети», тобто римовані тлумачення балетів, які ставилися при дворі.
Шерн'єльм заснував у шведській поезії традицію гекзаметру, до якої долучилося чимало поетів, останнім з яких був Август Стріндберг, що у вірші Trefaldighetsnatten (1905), згадує Шерн'єльма, як зачинателя поетичного мистецтва у Швеції.